# Lattaldeide reduttasi
La lattaldeide reduttasi è un enzima appartenente alla classe delle ossidoreduttasi, che catalizza la seguente reazione:
(R)[o (S)]-propano-1,2-diolo + NAD+ ⇄ (R)[o (S)]-lattaldeide + NADH + H+